# Francesco La Macchia
Francesco La Macchia (Furnari, 9 de octubre de 1938-Furnari, 31 de julio de 2017) fue un deportista italiano que compitió en piragüismo en la modalidad de aguas tranquilas. Participó en los Juegos Olímpicos de Roma 1960, obteniendo una medalla de plata en la prueba de C2 1000 m.

## Palmarés internacional
| Juegos Olímpicos | Juegos Olímpicos | Juegos Olímpicos | Juegos Olímpicos |
| Año              | Lugar            | Medalla          | Competición      |
| ---------------- | ---------------- | ---------------- | ---------------- |
| 1960             | Roma (Italia)    | Medalla de plata | C2 1000 m        |